# Promozione Sicilia 1977-1978
Nella stagione 1977-1978 la Promozione era il quinto livello del calcio italiano (il massimo livello regionale).
Qui vi sono le statistiche relative al campionato gestito dal Comitato Regionale Siculo per la regione Sicilia.
Il campionato è strutturato in vari gironi all'italiana su base regionale, gestiti dai Comitati Regionali di competenza. Promozioni alla categoria superiore e retrocessioni in quella inferiore non erano sempre omogenee; erano quantificate all'inizio del campionato dal Comitato Regionale secondo le direttive stabilite dalla Lega Nazionale Dilettanti, ma flessibili, in relazione al numero delle società retrocesse dalla Serie D e perciò, a seconda delle varie situazioni regionali, la fine del campionato poteva avere degli spareggi sia di promozione che di retrocessione.

L'Akragas, vincitore del girone A

## Girone A

### Classifica finale
|  | Pos. | Squadra               | Pt | G  | V  | N  | P  | GF | GS | DR  |
|  | ---- | --------------------- | -- | -- | -- | -- | -- | -- | -- | --- |
|  | 1.   | Akragas               | 43 | 30 | 17 | 9  | 4  | 44 | 17 | +27 |
|  | 2.   | Ravanusa              | 40 | 30 | 15 | 10 | 5  | 30 | 17 | +13 |
|  | 3.   | Favara                | 38 | 30 | 14 | 10 | 6  | 36 | 22 | +14 |
|  | 4.   | Nissa                 | 38 | 30 | 14 | 10 | 6  | 39 | 21 | +18 |
|  | 5.   | Empedoclina           | 38 | 30 | 11 | 16 | 3  | 28 | 19 | +9  |
|  | 6.   | Folgore Castelvetrano | 34 | 30 | 11 | 12 | 7  | 24 | 18 | +6  |
|  | 7.   | A.M.A.T.              | 31 | 30 | 13 | 5  | 12 | 33 | 35 | -2  |
|  | 8.   | Juventina Alcamo      | 30 | 30 | 9  | 12 | 9  | 28 | 30 | -2  |
|  | 9.   | Juve Bagheria         | 29 | 30 | 10 | 9  | 11 | 24 | 26 | -2  |
|  | 10.  | Salemi                | 28 | 30 | 9  | 10 | 11 | 24 | 25 | -1  |
|  | 11.  | Enna                  | 28 | 30 | 10 | 8  | 12 | 18 | 26 | -8  |
|  | 12.  | Sancataldese          | 27 | 30 | 9  | 9  | 12 | 21 | 24 | -3  |
|  | 13.  | Castellammare         | 27 | 30 | 10 | 7  | 13 | 27 | 30 | -3  |
|  | 14.  | Campobello di Mazara  | 20 | 30 | 7  | 6  | 17 | 24 | 39 | -15 |
|  | 15.  | Partinicaudace        | 18 | 30 | 4  | 10 | 16 | 19 | 36 | -17 |
|  | 16.  | La Fattoria (-1)      | 10 | 30 | 3  | 5  | 22 | 11 | 45 | -34 |

## Girone B

### Classifica finale
|  | Pos. | Squadra              | Pt  | G   | V   | N   | P   | GF  | GS  | DR  |
|  | ---- | -------------------- | --- | --- | --- | --- | --- | --- | --- | --- |
|  | 1.   | Paternò              | 45  | 30  | 19  | 7   | 4   | 48  | 14  | +34 |
|  | 2.   | Provinciale          | 44  | 30  | 16  | 12  | 2   | 44  | 17  | +27 |
|  | 3.   | Pozzallo             | 40  | 30  | 14  | 12  | 4   | 38  | 22  | +16 |
|  | 4.   | Adrano               | 34  | 30  | 10  | 14  | 6   | 30  | 22  | +8  |
|  | 5.   | Tiger Brolo          | 34  | 30  | 12  | 10  | 8   | 35  | 28  | +7  |
|  | 6.   | Caltagirone          | 32  | 30  | 10  | 12  | 8   | 31  | 22  | +9  |
|  | 7.   | Francavilla          | 32  | 30  | 11  | 10  | 9   | 40  | 32  | +8  |
|  | 8.   | Mobilburgio Solarino | 30  | 30  | 10  | 10  | 10  | 31  | 34  | -3  |
|  | 9.   | Pattese              | 28  | 30  | 9   | 10  | 11  | 29  | 32  | -3  |
|  | 10.  | Bronte               | 28  | 30  | 9   | 10  | 11  | 24  | 31  | -7  |
|  | 11.  | Giarre               | 26  | 30  | 6   | 14  | 10  | 23  | 31  | -8  |
|  | 12.  | Adernò               | 25  | 30  | 10  | 5   | 15  | 31  | 36  | -5  |
|  | 13.  | Rosolini             | 25  | 30  | 7   | 11  | 12  | 21  | 28  | -7  |
|  | 14.  | Pachino              | 25  | 30  | 6   | 13  | 11  | 27  | 35  | -8  |
|  | 15.  | Canicattini          | 22  | 30  | 6   | 10  | 14  | 27  | 44  | -17 |
|  | 16.  | Borgata Augusta      | 10  | 30  | 3   | 4   | 23  | 17  | 68  | -51 |
|  |      |                      | 480 | 480 | 158 | 164 | 158 | 496 | 496 | 0   |